# 6922 Yasushi
6922 Yasushi è un asteroide della fascia principale. Scoperto nel 1993, presenta un'orbita caratterizzata da un semiasse maggiore pari a 2,2994826 UA e da un'eccentricità di 0,1183205, inclinata di 4,76655° rispetto all'eclittica.